# Fransk Øvre Volta
Fransk Øvre Volta (fransk: Haute-Volta) var en fransk koloni i Fransk Vestafrika. Kolonien blev etableret den 1. marts 1919 med områder der havde været del af kolonierne Øvre Senegal og Niger og Elfenbenskysten. Og den blev opløst den 5. september 1932 og områderne overført til Elfenbenskysten, Fransk Sudan og Niger.
12°22′07″N 1°31′39″V / 12.3686°N 1.5275°V